# التيرينيفي (الكمبري)
التيرينيفي (باللاتينية: Terreneuvian) وهي أدنى وأقدم نسق من نظام الكمبري الجيولوجي، امتدت من 538.8  ± 0.6 إلى≈ 521 مليون سنة مضت، لمدة 17.8 مليون سنة تقريبا. تم تعريف قاعدته من خلال بأول ظهور للآثار الأحفورية لجحور "تريبتكنوس" (باللاتينية: Treptichnus pedum) منذ حوالي 538.8 مليون سنة. ويُعرّف الجزء العلوي منه بأول ظهور لثلاثيات الفصوص في السجل الطبقي منذ 521 مليون سنة. تم التصديق على هذه النسق رسميًا عام 2012 من قِبل اللجنة الدولية للطبقات.
تُعتبر مرحلة الفورتوني والمرحلة الكمبرية الثانية الغير المسماة حاليًا، هما مرحلتان داخل هذا النسق. وتتوافق التيرينيفي مع ثلاثيات الفصوص السابقة.

## التسمية
اشتق مصطلح التيرينيفي من الاسم تير نوف (Terre Neuve)، وهو الاسم الفرنسي لجزيرة نيو فاوندلاند في كندا، حيث تم العثور على العديد من صخور هذا العصر، وتشمل نوع الطبقة.

## المقطع النموذجي

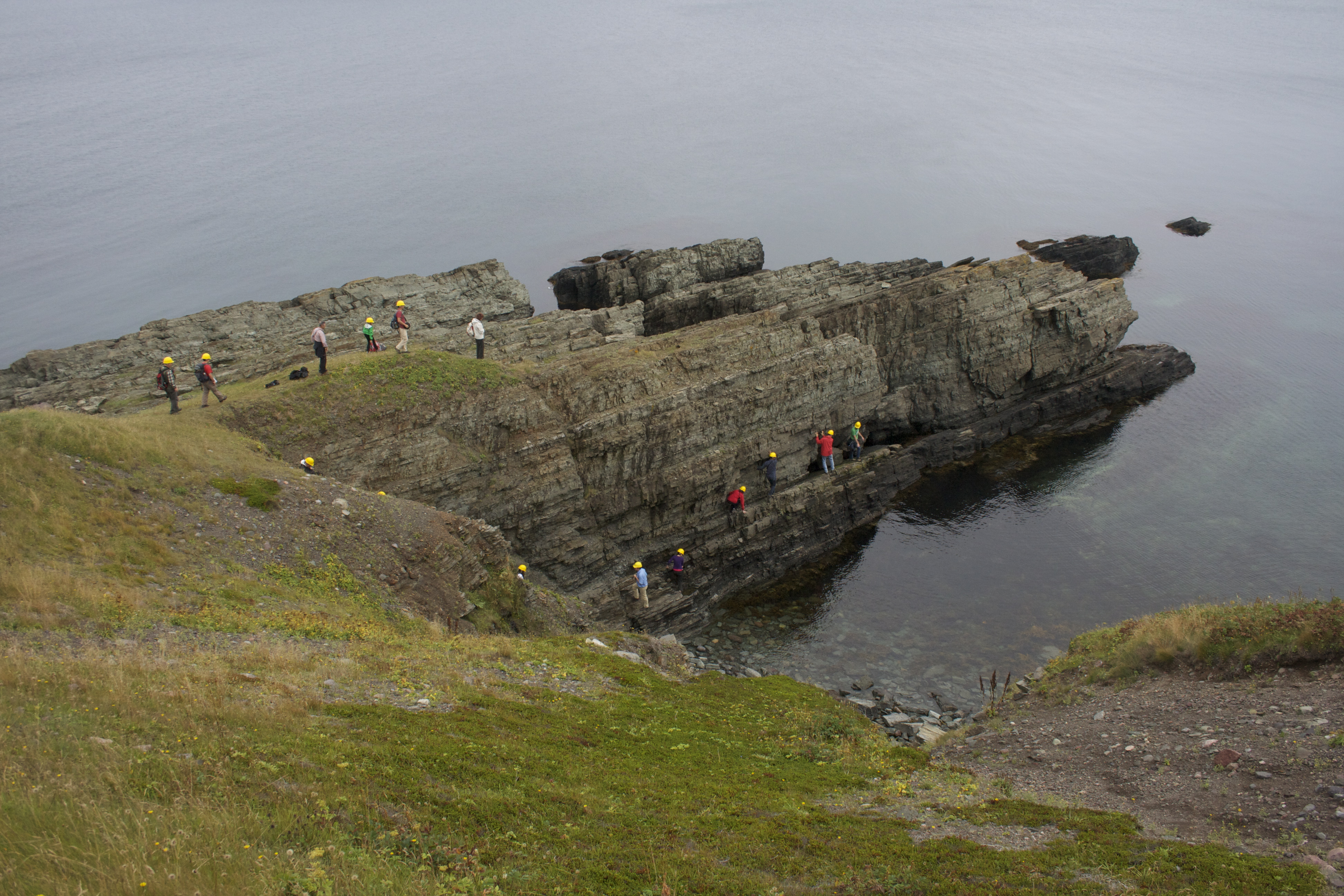
مندوبي مؤتمر إشنيا 2012 يتفقدون نقطة ومقطع طبقة الحدود العالمية (GSSP) الخاصة بحدود العصر الإدياكاري-الكمبري في محمية فورتشن هيد البيئية، في نيوفاوندلاند بكندا. وتم تعريف الحدود بظهور الآثار الأحفورية الرأسي المركب لجحور تريبتكنوس (Treptichnus pedum).

تقع نقطة ومقطع طبقة الحدود العالمية (GSSP) لنسيقة التيرينيفي في فورتشن هيد، عند الطرف الشمالي من شبه جزيرة بورين، في نيوفاوندلاند في كندا (47°04′34″N 55°49′52″W / 47.0762°N 55.8310°W). تظهر النتوءات سلسلة تتابعات كربونية - سيليسية وقد تم تعيينها باعتبارها تكوينا لجزيرة تشابيل. وينقسم هذا التشكل إلى عدة أقسام تتألف من أحجار رملية وأحجار طفل صفحي (القسم 1)، وأحجار رملية رفية ودلتية طينية وأحجار طينية (القسم 2A)، وأحجار غرانيت رقائقية (القسم 2B و3) وأحجار طينية وجيرية للرف الصخري الداخلي (القسم 4). تقع الحدود ما قبل الكمبري-الكمبري على ارتفاع 2.4 متر فوق قاعدة القسم الثاني وهو أدنى معدل لوجود احافير جحور تريبتشنوس. ويمكن رؤية الآثار على السطح السفلي لطبقات الحجر الرملي. وتقع أول أحافير هيكلية قشرية جيرية لاداثيكا سيليندريكا (Ladatheca cylindrica) على ارتفاع 400 متر فوق الحدود. وتظهر أول ثلاثيات فصوص على بعد 1400 م فوق الحدود، والتي تتطابق مع بداية نسيقة البرانشية.

## الأقسام الفرعية
| العصر      | الفترة      | المرحلة     | أهم الأحداث | البداية (م.س.مضت) |
| ---------- | ----------- | ----------- | --- | ----------------- |
| الأوردفيشي | المبكر      | التريمادوشي | أحدث | أحدث              |
| الكمبري    | الفورونجي   | المرحلة 10  | - أحداث جيولوجية: تناقص تدريجي في تكون جبال بيترمان في القارة الاسترالية (550 - 535 مليون سنة مظت). تكون جبال روس في القارة القطبية الجنوبية. نشوء جبال ديلاميرا (حوالي 514-490 مليون سنة مظت) في القارة الأسترالية. انفصلت بعض التضاريس الصغيرة عن غندوانا. كانت مستويات ثاني أكسيد الكربون في الغلاف الجوي تعادل تقريبا 15 ضعف ما هي عليه في وقتنا الحاضر (الهولوسيني) (6,000 جزء لكل مليون مقارنة باليوم 400 جزء لكل مليون). - أحداث حيوية : تنوع كبير في الحياة (تظهر الحفريات بشكل رئيسي ثنائيات التناظر) في الانفجار الكمبري مع زيادة مستويات الأكسجين. تعددت الأحافير؛ وظهور معظم الشعب الحيوان الحديثة (بما في ذلك المفصليات والرخويات والحلقيات وشوكيات الجلد ونصف الحبليات والحبليات). كثرة القدحيات القديمة الإسفنجية التي تبني الشعاب المرجانية؛ ثم تلاشت، حلت محلها الستروماتوليتات، ولكنها سرعان ما وقعت فريسة للثورة النباتية، عندما بدأت بعض الحيوانات في الحفر عبر الحصائر الميكروبية (مما أثر على بعض الحيوانات الأخرى أيضًا). ظهور وانتشار ارتيوبودا (بما في ذلك ثلاثيات الفصوص)، والديدان القضيبية، وعضديات الأرجل اللا مفصليّة، والهيوليثانات، والحيوانات الحزازية، والجرابتوليتات، وشوكيات الجلد الخماسية (مثل البلاستوزوا، والزنابقيات، وشوكيات الجلد الهائمات)، والعديد من الحيوانات الأخرى. هيمنة شعاعيات الأسنان المفترسة والعملاقة، بينا انقرض العديد من حيوانات العصر الإدياكاري. تنوع سريع للقشريات والرخويات. إستمرت بدائيات النوى، والطلائعيات (مثل المنخربات)، والفطريات والطحالب إلى يومنا هذا. ظهور الفقاريات من الحبليات السابقة. بدأت مفصليات الأرجل والنباتات الجنينية في استعمار الأرض. حدثت ثلاثة انقراضات منذ 517 و502 و488 مليون سنة، أدى الأول والأخير منها إلى القضاء على العديد من شعاعيات الأسنان، والمفصليات، والهيوليثيات، وعضديات الأرجل، والرخويات، ومخروطيات الأسنان (الفقاريات عديمة الفك المبكرة). | ≈491              |
| الكمبري    | الفورونجي   | الجيانغشاني | - أحداث جيولوجية: تناقص تدريجي في تكون جبال بيترمان في القارة الاسترالية (550 - 535 مليون سنة مظت). تكون جبال روس في القارة القطبية الجنوبية. نشوء جبال ديلاميرا (حوالي 514-490 مليون سنة مظت) في القارة الأسترالية. انفصلت بعض التضاريس الصغيرة عن غندوانا. كانت مستويات ثاني أكسيد الكربون في الغلاف الجوي تعادل تقريبا 15 ضعف ما هي عليه في وقتنا الحاضر (الهولوسيني) (6,000 جزء لكل مليون مقارنة باليوم 400 جزء لكل مليون). - أحداث حيوية : تنوع كبير في الحياة (تظهر الحفريات بشكل رئيسي ثنائيات التناظر) في الانفجار الكمبري مع زيادة مستويات الأكسجين. تعددت الأحافير؛ وظهور معظم الشعب الحيوان الحديثة (بما في ذلك المفصليات والرخويات والحلقيات وشوكيات الجلد ونصف الحبليات والحبليات). كثرة القدحيات القديمة الإسفنجية التي تبني الشعاب المرجانية؛ ثم تلاشت، حلت محلها الستروماتوليتات، ولكنها سرعان ما وقعت فريسة للثورة النباتية، عندما بدأت بعض الحيوانات في الحفر عبر الحصائر الميكروبية (مما أثر على بعض الحيوانات الأخرى أيضًا). ظهور وانتشار ارتيوبودا (بما في ذلك ثلاثيات الفصوص)، والديدان القضيبية، وعضديات الأرجل اللا مفصليّة، والهيوليثانات، والحيوانات الحزازية، والجرابتوليتات، وشوكيات الجلد الخماسية (مثل البلاستوزوا، والزنابقيات، وشوكيات الجلد الهائمات)، والعديد من الحيوانات الأخرى. هيمنة شعاعيات الأسنان المفترسة والعملاقة، بينا انقرض العديد من حيوانات العصر الإدياكاري. تنوع سريع للقشريات والرخويات. إستمرت بدائيات النوى، والطلائعيات (مثل المنخربات)، والفطريات والطحالب إلى يومنا هذا. ظهور الفقاريات من الحبليات السابقة. بدأت مفصليات الأرجل والنباتات الجنينية في استعمار الأرض. حدثت ثلاثة انقراضات منذ 517 و502 و488 مليون سنة، أدى الأول والأخير منها إلى القضاء على العديد من شعاعيات الأسنان، والمفصليات، والهيوليثيات، وعضديات الأرجل، والرخويات، ومخروطيات الأسنان (الفقاريات عديمة الفك المبكرة). | ≈494.2            |
| الكمبري    | الفورونجي   | البايبي     | - أحداث جيولوجية: تناقص تدريجي في تكون جبال بيترمان في القارة الاسترالية (550 - 535 مليون سنة مظت). تكون جبال روس في القارة القطبية الجنوبية. نشوء جبال ديلاميرا (حوالي 514-490 مليون سنة مظت) في القارة الأسترالية. انفصلت بعض التضاريس الصغيرة عن غندوانا. كانت مستويات ثاني أكسيد الكربون في الغلاف الجوي تعادل تقريبا 15 ضعف ما هي عليه في وقتنا الحاضر (الهولوسيني) (6,000 جزء لكل مليون مقارنة باليوم 400 جزء لكل مليون). - أحداث حيوية : تنوع كبير في الحياة (تظهر الحفريات بشكل رئيسي ثنائيات التناظر) في الانفجار الكمبري مع زيادة مستويات الأكسجين. تعددت الأحافير؛ وظهور معظم الشعب الحيوان الحديثة (بما في ذلك المفصليات والرخويات والحلقيات وشوكيات الجلد ونصف الحبليات والحبليات). كثرة القدحيات القديمة الإسفنجية التي تبني الشعاب المرجانية؛ ثم تلاشت، حلت محلها الستروماتوليتات، ولكنها سرعان ما وقعت فريسة للثورة النباتية، عندما بدأت بعض الحيوانات في الحفر عبر الحصائر الميكروبية (مما أثر على بعض الحيوانات الأخرى أيضًا). ظهور وانتشار ارتيوبودا (بما في ذلك ثلاثيات الفصوص)، والديدان القضيبية، وعضديات الأرجل اللا مفصليّة، والهيوليثانات، والحيوانات الحزازية، والجرابتوليتات، وشوكيات الجلد الخماسية (مثل البلاستوزوا، والزنابقيات، وشوكيات الجلد الهائمات)، والعديد من الحيوانات الأخرى. هيمنة شعاعيات الأسنان المفترسة والعملاقة، بينا انقرض العديد من حيوانات العصر الإدياكاري. تنوع سريع للقشريات والرخويات. إستمرت بدائيات النوى، والطلائعيات (مثل المنخربات)، والفطريات والطحالب إلى يومنا هذا. ظهور الفقاريات من الحبليات السابقة. بدأت مفصليات الأرجل والنباتات الجنينية في استعمار الأرض. حدثت ثلاثة انقراضات منذ 517 و502 و488 مليون سنة، أدى الأول والأخير منها إلى القضاء على العديد من شعاعيات الأسنان، والمفصليات، والهيوليثيات، وعضديات الأرجل، والرخويات، ومخروطيات الأسنان (الفقاريات عديمة الفك المبكرة). | ≈497              |
| الكمبري    | المياولينغي | الغوزانجي   | - أحداث جيولوجية: تناقص تدريجي في تكون جبال بيترمان في القارة الاسترالية (550 - 535 مليون سنة مظت). تكون جبال روس في القارة القطبية الجنوبية. نشوء جبال ديلاميرا (حوالي 514-490 مليون سنة مظت) في القارة الأسترالية. انفصلت بعض التضاريس الصغيرة عن غندوانا. كانت مستويات ثاني أكسيد الكربون في الغلاف الجوي تعادل تقريبا 15 ضعف ما هي عليه في وقتنا الحاضر (الهولوسيني) (6,000 جزء لكل مليون مقارنة باليوم 400 جزء لكل مليون). - أحداث حيوية : تنوع كبير في الحياة (تظهر الحفريات بشكل رئيسي ثنائيات التناظر) في الانفجار الكمبري مع زيادة مستويات الأكسجين. تعددت الأحافير؛ وظهور معظم الشعب الحيوان الحديثة (بما في ذلك المفصليات والرخويات والحلقيات وشوكيات الجلد ونصف الحبليات والحبليات). كثرة القدحيات القديمة الإسفنجية التي تبني الشعاب المرجانية؛ ثم تلاشت، حلت محلها الستروماتوليتات، ولكنها سرعان ما وقعت فريسة للثورة النباتية، عندما بدأت بعض الحيوانات في الحفر عبر الحصائر الميكروبية (مما أثر على بعض الحيوانات الأخرى أيضًا). ظهور وانتشار ارتيوبودا (بما في ذلك ثلاثيات الفصوص)، والديدان القضيبية، وعضديات الأرجل اللا مفصليّة، والهيوليثانات، والحيوانات الحزازية، والجرابتوليتات، وشوكيات الجلد الخماسية (مثل البلاستوزوا، والزنابقيات، وشوكيات الجلد الهائمات)، والعديد من الحيوانات الأخرى. هيمنة شعاعيات الأسنان المفترسة والعملاقة، بينا انقرض العديد من حيوانات العصر الإدياكاري. تنوع سريع للقشريات والرخويات. إستمرت بدائيات النوى، والطلائعيات (مثل المنخربات)، والفطريات والطحالب إلى يومنا هذا. ظهور الفقاريات من الحبليات السابقة. بدأت مفصليات الأرجل والنباتات الجنينية في استعمار الأرض. حدثت ثلاثة انقراضات منذ 517 و502 و488 مليون سنة، أدى الأول والأخير منها إلى القضاء على العديد من شعاعيات الأسنان، والمفصليات، والهيوليثيات، وعضديات الأرجل، والرخويات، ومخروطيات الأسنان (الفقاريات عديمة الفك المبكرة). | ≈500.5            |
| الكمبري    | المياولينغي | الدرومي     | - أحداث جيولوجية: تناقص تدريجي في تكون جبال بيترمان في القارة الاسترالية (550 - 535 مليون سنة مظت). تكون جبال روس في القارة القطبية الجنوبية. نشوء جبال ديلاميرا (حوالي 514-490 مليون سنة مظت) في القارة الأسترالية. انفصلت بعض التضاريس الصغيرة عن غندوانا. كانت مستويات ثاني أكسيد الكربون في الغلاف الجوي تعادل تقريبا 15 ضعف ما هي عليه في وقتنا الحاضر (الهولوسيني) (6,000 جزء لكل مليون مقارنة باليوم 400 جزء لكل مليون). - أحداث حيوية : تنوع كبير في الحياة (تظهر الحفريات بشكل رئيسي ثنائيات التناظر) في الانفجار الكمبري مع زيادة مستويات الأكسجين. تعددت الأحافير؛ وظهور معظم الشعب الحيوان الحديثة (بما في ذلك المفصليات والرخويات والحلقيات وشوكيات الجلد ونصف الحبليات والحبليات). كثرة القدحيات القديمة الإسفنجية التي تبني الشعاب المرجانية؛ ثم تلاشت، حلت محلها الستروماتوليتات، ولكنها سرعان ما وقعت فريسة للثورة النباتية، عندما بدأت بعض الحيوانات في الحفر عبر الحصائر الميكروبية (مما أثر على بعض الحيوانات الأخرى أيضًا). ظهور وانتشار ارتيوبودا (بما في ذلك ثلاثيات الفصوص)، والديدان القضيبية، وعضديات الأرجل اللا مفصليّة، والهيوليثانات، والحيوانات الحزازية، والجرابتوليتات، وشوكيات الجلد الخماسية (مثل البلاستوزوا، والزنابقيات، وشوكيات الجلد الهائمات)، والعديد من الحيوانات الأخرى. هيمنة شعاعيات الأسنان المفترسة والعملاقة، بينا انقرض العديد من حيوانات العصر الإدياكاري. تنوع سريع للقشريات والرخويات. إستمرت بدائيات النوى، والطلائعيات (مثل المنخربات)، والفطريات والطحالب إلى يومنا هذا. ظهور الفقاريات من الحبليات السابقة. بدأت مفصليات الأرجل والنباتات الجنينية في استعمار الأرض. حدثت ثلاثة انقراضات منذ 517 و502 و488 مليون سنة، أدى الأول والأخير منها إلى القضاء على العديد من شعاعيات الأسنان، والمفصليات، والهيوليثيات، وعضديات الأرجل، والرخويات، ومخروطيات الأسنان (الفقاريات عديمة الفك المبكرة). | ≈504.5            |
| الكمبري    | المياولينغي | الوليوي     | - أحداث جيولوجية: تناقص تدريجي في تكون جبال بيترمان في القارة الاسترالية (550 - 535 مليون سنة مظت). تكون جبال روس في القارة القطبية الجنوبية. نشوء جبال ديلاميرا (حوالي 514-490 مليون سنة مظت) في القارة الأسترالية. انفصلت بعض التضاريس الصغيرة عن غندوانا. كانت مستويات ثاني أكسيد الكربون في الغلاف الجوي تعادل تقريبا 15 ضعف ما هي عليه في وقتنا الحاضر (الهولوسيني) (6,000 جزء لكل مليون مقارنة باليوم 400 جزء لكل مليون). - أحداث حيوية : تنوع كبير في الحياة (تظهر الحفريات بشكل رئيسي ثنائيات التناظر) في الانفجار الكمبري مع زيادة مستويات الأكسجين. تعددت الأحافير؛ وظهور معظم الشعب الحيوان الحديثة (بما في ذلك المفصليات والرخويات والحلقيات وشوكيات الجلد ونصف الحبليات والحبليات). كثرة القدحيات القديمة الإسفنجية التي تبني الشعاب المرجانية؛ ثم تلاشت، حلت محلها الستروماتوليتات، ولكنها سرعان ما وقعت فريسة للثورة النباتية، عندما بدأت بعض الحيوانات في الحفر عبر الحصائر الميكروبية (مما أثر على بعض الحيوانات الأخرى أيضًا). ظهور وانتشار ارتيوبودا (بما في ذلك ثلاثيات الفصوص)، والديدان القضيبية، وعضديات الأرجل اللا مفصليّة، والهيوليثانات، والحيوانات الحزازية، والجرابتوليتات، وشوكيات الجلد الخماسية (مثل البلاستوزوا، والزنابقيات، وشوكيات الجلد الهائمات)، والعديد من الحيوانات الأخرى. هيمنة شعاعيات الأسنان المفترسة والعملاقة، بينا انقرض العديد من حيوانات العصر الإدياكاري. تنوع سريع للقشريات والرخويات. إستمرت بدائيات النوى، والطلائعيات (مثل المنخربات)، والفطريات والطحالب إلى يومنا هذا. ظهور الفقاريات من الحبليات السابقة. بدأت مفصليات الأرجل والنباتات الجنينية في استعمار الأرض. حدثت ثلاثة انقراضات منذ 517 و502 و488 مليون سنة، أدى الأول والأخير منها إلى القضاء على العديد من شعاعيات الأسنان، والمفصليات، والهيوليثيات، وعضديات الأرجل، والرخويات، ومخروطيات الأسنان (الفقاريات عديمة الفك المبكرة). | ≈506.5            |
| الكمبري    | النسق 2     | المرحلة 4   | - أحداث جيولوجية: تناقص تدريجي في تكون جبال بيترمان في القارة الاسترالية (550 - 535 مليون سنة مظت). تكون جبال روس في القارة القطبية الجنوبية. نشوء جبال ديلاميرا (حوالي 514-490 مليون سنة مظت) في القارة الأسترالية. انفصلت بعض التضاريس الصغيرة عن غندوانا. كانت مستويات ثاني أكسيد الكربون في الغلاف الجوي تعادل تقريبا 15 ضعف ما هي عليه في وقتنا الحاضر (الهولوسيني) (6,000 جزء لكل مليون مقارنة باليوم 400 جزء لكل مليون). - أحداث حيوية : تنوع كبير في الحياة (تظهر الحفريات بشكل رئيسي ثنائيات التناظر) في الانفجار الكمبري مع زيادة مستويات الأكسجين. تعددت الأحافير؛ وظهور معظم الشعب الحيوان الحديثة (بما في ذلك المفصليات والرخويات والحلقيات وشوكيات الجلد ونصف الحبليات والحبليات). كثرة القدحيات القديمة الإسفنجية التي تبني الشعاب المرجانية؛ ثم تلاشت، حلت محلها الستروماتوليتات، ولكنها سرعان ما وقعت فريسة للثورة النباتية، عندما بدأت بعض الحيوانات في الحفر عبر الحصائر الميكروبية (مما أثر على بعض الحيوانات الأخرى أيضًا). ظهور وانتشار ارتيوبودا (بما في ذلك ثلاثيات الفصوص)، والديدان القضيبية، وعضديات الأرجل اللا مفصليّة، والهيوليثانات، والحيوانات الحزازية، والجرابتوليتات، وشوكيات الجلد الخماسية (مثل البلاستوزوا، والزنابقيات، وشوكيات الجلد الهائمات)، والعديد من الحيوانات الأخرى. هيمنة شعاعيات الأسنان المفترسة والعملاقة، بينا انقرض العديد من حيوانات العصر الإدياكاري. تنوع سريع للقشريات والرخويات. إستمرت بدائيات النوى، والطلائعيات (مثل المنخربات)، والفطريات والطحالب إلى يومنا هذا. ظهور الفقاريات من الحبليات السابقة. بدأت مفصليات الأرجل والنباتات الجنينية في استعمار الأرض. حدثت ثلاثة انقراضات منذ 517 و502 و488 مليون سنة، أدى الأول والأخير منها إلى القضاء على العديد من شعاعيات الأسنان، والمفصليات، والهيوليثيات، وعضديات الأرجل، والرخويات، ومخروطيات الأسنان (الفقاريات عديمة الفك المبكرة). | ≈514.5            |
| الكمبري    | النسق 2     | المرحلة 3   | - أحداث جيولوجية: تناقص تدريجي في تكون جبال بيترمان في القارة الاسترالية (550 - 535 مليون سنة مظت). تكون جبال روس في القارة القطبية الجنوبية. نشوء جبال ديلاميرا (حوالي 514-490 مليون سنة مظت) في القارة الأسترالية. انفصلت بعض التضاريس الصغيرة عن غندوانا. كانت مستويات ثاني أكسيد الكربون في الغلاف الجوي تعادل تقريبا 15 ضعف ما هي عليه في وقتنا الحاضر (الهولوسيني) (6,000 جزء لكل مليون مقارنة باليوم 400 جزء لكل مليون). - أحداث حيوية : تنوع كبير في الحياة (تظهر الحفريات بشكل رئيسي ثنائيات التناظر) في الانفجار الكمبري مع زيادة مستويات الأكسجين. تعددت الأحافير؛ وظهور معظم الشعب الحيوان الحديثة (بما في ذلك المفصليات والرخويات والحلقيات وشوكيات الجلد ونصف الحبليات والحبليات). كثرة القدحيات القديمة الإسفنجية التي تبني الشعاب المرجانية؛ ثم تلاشت، حلت محلها الستروماتوليتات، ولكنها سرعان ما وقعت فريسة للثورة النباتية، عندما بدأت بعض الحيوانات في الحفر عبر الحصائر الميكروبية (مما أثر على بعض الحيوانات الأخرى أيضًا). ظهور وانتشار ارتيوبودا (بما في ذلك ثلاثيات الفصوص)، والديدان القضيبية، وعضديات الأرجل اللا مفصليّة، والهيوليثانات، والحيوانات الحزازية، والجرابتوليتات، وشوكيات الجلد الخماسية (مثل البلاستوزوا، والزنابقيات، وشوكيات الجلد الهائمات)، والعديد من الحيوانات الأخرى. هيمنة شعاعيات الأسنان المفترسة والعملاقة، بينا انقرض العديد من حيوانات العصر الإدياكاري. تنوع سريع للقشريات والرخويات. إستمرت بدائيات النوى، والطلائعيات (مثل المنخربات)، والفطريات والطحالب إلى يومنا هذا. ظهور الفقاريات من الحبليات السابقة. بدأت مفصليات الأرجل والنباتات الجنينية في استعمار الأرض. حدثت ثلاثة انقراضات منذ 517 و502 و488 مليون سنة، أدى الأول والأخير منها إلى القضاء على العديد من شعاعيات الأسنان، والمفصليات، والهيوليثيات، وعضديات الأرجل، والرخويات، ومخروطيات الأسنان (الفقاريات عديمة الفك المبكرة). | ≈521              |
| الكمبري    | التيرينيفي  | المرحلة 2   | - أحداث جيولوجية: تناقص تدريجي في تكون جبال بيترمان في القارة الاسترالية (550 - 535 مليون سنة مظت). تكون جبال روس في القارة القطبية الجنوبية. نشوء جبال ديلاميرا (حوالي 514-490 مليون سنة مظت) في القارة الأسترالية. انفصلت بعض التضاريس الصغيرة عن غندوانا. كانت مستويات ثاني أكسيد الكربون في الغلاف الجوي تعادل تقريبا 15 ضعف ما هي عليه في وقتنا الحاضر (الهولوسيني) (6,000 جزء لكل مليون مقارنة باليوم 400 جزء لكل مليون). - أحداث حيوية : تنوع كبير في الحياة (تظهر الحفريات بشكل رئيسي ثنائيات التناظر) في الانفجار الكمبري مع زيادة مستويات الأكسجين. تعددت الأحافير؛ وظهور معظم الشعب الحيوان الحديثة (بما في ذلك المفصليات والرخويات والحلقيات وشوكيات الجلد ونصف الحبليات والحبليات). كثرة القدحيات القديمة الإسفنجية التي تبني الشعاب المرجانية؛ ثم تلاشت، حلت محلها الستروماتوليتات، ولكنها سرعان ما وقعت فريسة للثورة النباتية، عندما بدأت بعض الحيوانات في الحفر عبر الحصائر الميكروبية (مما أثر على بعض الحيوانات الأخرى أيضًا). ظهور وانتشار ارتيوبودا (بما في ذلك ثلاثيات الفصوص)، والديدان القضيبية، وعضديات الأرجل اللا مفصليّة، والهيوليثانات، والحيوانات الحزازية، والجرابتوليتات، وشوكيات الجلد الخماسية (مثل البلاستوزوا، والزنابقيات، وشوكيات الجلد الهائمات)، والعديد من الحيوانات الأخرى. هيمنة شعاعيات الأسنان المفترسة والعملاقة، بينا انقرض العديد من حيوانات العصر الإدياكاري. تنوع سريع للقشريات والرخويات. إستمرت بدائيات النوى، والطلائعيات (مثل المنخربات)، والفطريات والطحالب إلى يومنا هذا. ظهور الفقاريات من الحبليات السابقة. بدأت مفصليات الأرجل والنباتات الجنينية في استعمار الأرض. حدثت ثلاثة انقراضات منذ 517 و502 و488 مليون سنة، أدى الأول والأخير منها إلى القضاء على العديد من شعاعيات الأسنان، والمفصليات، والهيوليثيات، وعضديات الأرجل، والرخويات، ومخروطيات الأسنان (الفقاريات عديمة الفك المبكرة). | ≈529              |
| الكمبري    | التيرينيفي  | الفورتوني   | - أحداث جيولوجية: تناقص تدريجي في تكون جبال بيترمان في القارة الاسترالية (550 - 535 مليون سنة مظت). تكون جبال روس في القارة القطبية الجنوبية. نشوء جبال ديلاميرا (حوالي 514-490 مليون سنة مظت) في القارة الأسترالية. انفصلت بعض التضاريس الصغيرة عن غندوانا. كانت مستويات ثاني أكسيد الكربون في الغلاف الجوي تعادل تقريبا 15 ضعف ما هي عليه في وقتنا الحاضر (الهولوسيني) (6,000 جزء لكل مليون مقارنة باليوم 400 جزء لكل مليون). - أحداث حيوية : تنوع كبير في الحياة (تظهر الحفريات بشكل رئيسي ثنائيات التناظر) في الانفجار الكمبري مع زيادة مستويات الأكسجين. تعددت الأحافير؛ وظهور معظم الشعب الحيوان الحديثة (بما في ذلك المفصليات والرخويات والحلقيات وشوكيات الجلد ونصف الحبليات والحبليات). كثرة القدحيات القديمة الإسفنجية التي تبني الشعاب المرجانية؛ ثم تلاشت، حلت محلها الستروماتوليتات، ولكنها سرعان ما وقعت فريسة للثورة النباتية، عندما بدأت بعض الحيوانات في الحفر عبر الحصائر الميكروبية (مما أثر على بعض الحيوانات الأخرى أيضًا). ظهور وانتشار ارتيوبودا (بما في ذلك ثلاثيات الفصوص)، والديدان القضيبية، وعضديات الأرجل اللا مفصليّة، والهيوليثانات، والحيوانات الحزازية، والجرابتوليتات، وشوكيات الجلد الخماسية (مثل البلاستوزوا، والزنابقيات، وشوكيات الجلد الهائمات)، والعديد من الحيوانات الأخرى. هيمنة شعاعيات الأسنان المفترسة والعملاقة، بينا انقرض العديد من حيوانات العصر الإدياكاري. تنوع سريع للقشريات والرخويات. إستمرت بدائيات النوى، والطلائعيات (مثل المنخربات)، والفطريات والطحالب إلى يومنا هذا. ظهور الفقاريات من الحبليات السابقة. بدأت مفصليات الأرجل والنباتات الجنينية في استعمار الأرض. حدثت ثلاثة انقراضات منذ 517 و502 و488 مليون سنة، أدى الأول والأخير منها إلى القضاء على العديد من شعاعيات الأسنان، والمفصليات، والهيوليثيات، وعضديات الأرجل، والرخويات، ومخروطيات الأسنان (الفقاريات عديمة الفك المبكرة). | 538.8 ± 0.6       |
| الإدياكاري | أقدم        | أقدم        | أقدم | أقدم              |

تم تقسيم التيرينيفي بواسطة اللجنة الدولية للطبقات لمرحلتين (من الأدنى للأعلي):
- الفورتوني : 538.8  ± 0.6 إلى≈ 529 مليون سنة مضت، لمدة 9.8 مليون سنة تقريبا[6][7]
- المرحلة 2 : ≈ 529 إلى≈ 521 مليون سنة مضت، لمدة 8 مليون سنة تقريبا[6][7]